# Caçamba

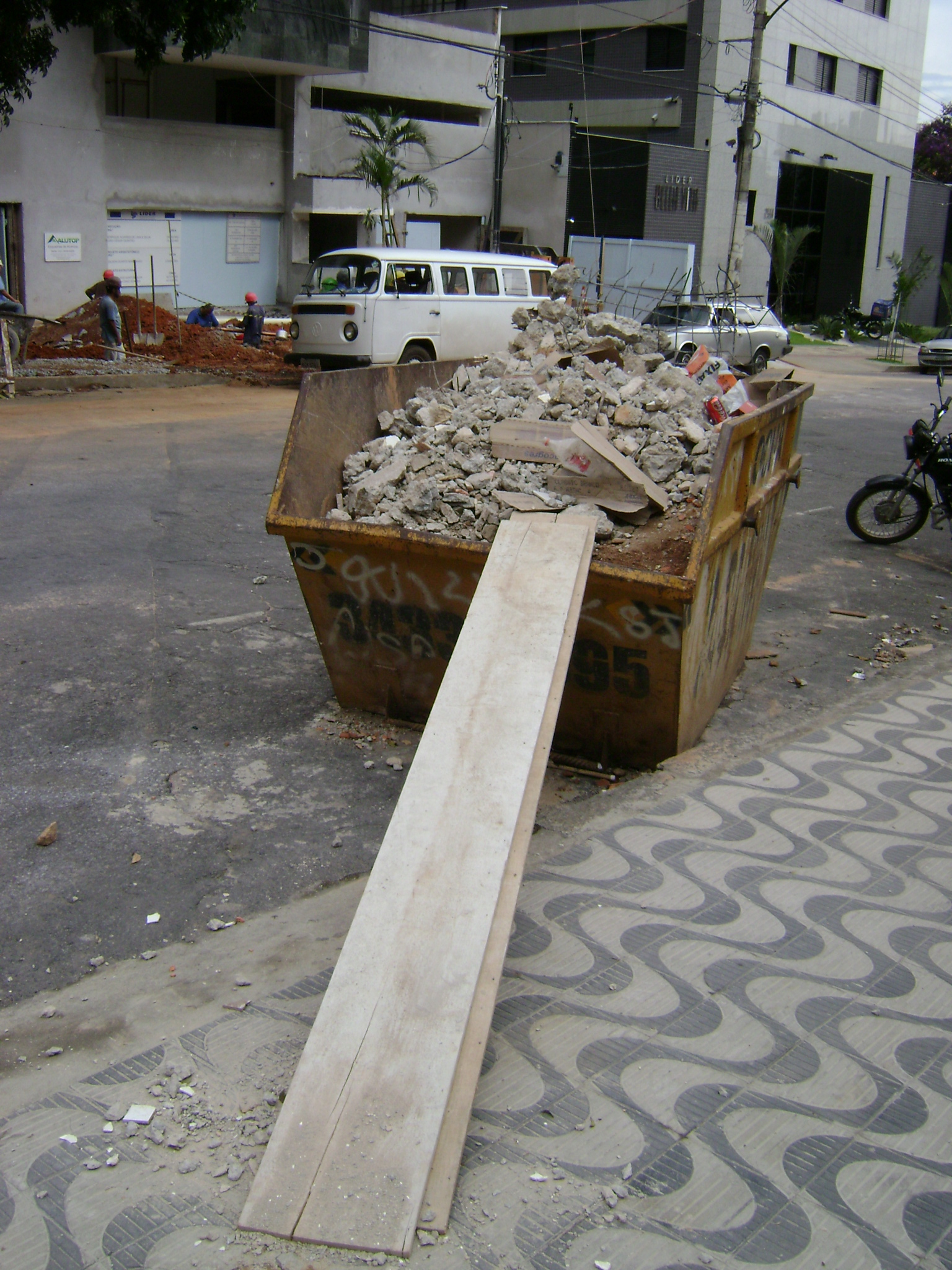
Uma caçamba em Belo Horizonte.

Caçamba, também chamada de caixa estacionária, é uma grande caixa recipiente, geralmente metálica, para transporte de entulhos e materiais diversos. A maioria das caçambas é levada por um caminhão poliguindaste especial, a fim de depositar seu conteúdo em depósitos, aterros sanitários ou pontos de reciclagem.
Geralmente, as caçambas têm o formato de um trapézio, ou de dois trapézios sobrepostos. Existem saliências nas suas laterais que permitem que correntes sejam atadas e que as caçambas sejas içadas pelos caminhões. Algumas vezes, as caçambas têm uma porta na extremidade que facilita o carregamento e o descarregamento de materiais.
O comprimento das caçambas pode variar de dois metros a quarenta metros. Porém a maior parte dos caminhões somente consegue transportar caçambas com no máximo oito toneladas de materiais. Uma caçamba metálica típica pesa aproximadamente 250 quilogramas quando vazia.

## Etimologia
O termo caçamba têm origem no termo kisambu, da língua quimbunda.

## Tipos
- Caçambas abertas permitem um carregamento mais fácil de materiais. São comumente encontradas em locais de construção.
- Caçambas fechadas são mais seguras e impedem o acesso não autorizado. E impedem que o limite máximo de resíduos seja ultrapassado.
- Caçambas roll-on and roll-off (RORO) são similares às abertas, porém são içadas não com correntes, mas com ganchos. São mais comumente usadas como contêineres industriais e não são apropriadas ao uso doméstico.
- Caçambas móveis são usualmente colocadas em reboques automotivos com quatro rodas.

## História
A história das caçambas é um pouco nebulosa. Alguns dizem que elas se originaram no Reino Unido na década de 1970. Richard Biffa introduziu a caçamba no seu negócio de resíduos, que principiou servindo a usinas na região de Londres. Daí, as caçambas teriam se espalhado pelo mundo inteiro.
Em alguns locais para a colocação de caçambas estacionárias é necessária uma autorização especial de órgãos de postura urbana, que regulamentam padrões de segurança, sinalização, disposição, estacionamento, higiene, etc..